# Oxytheca
Oxytheca, biljni rod iz porodice dvornikovki iz Sjeverne i Južne Amerike.
Postoje 3 priznate vrste jednogodišnjeg bilja, od kojigh su dvije endemi iz SAD-a. O. dendroidea subsp. chilensis, jedini je južnoamerfički predstavnik (Čile, Argentina).

## Vrste
1. Oxytheca dendroidea Nutt.
2. Oxytheca perfoliata Torr. & A.Gray
3. Oxytheca watsonii Torr. & A.Gray

## Sinonimi
1. Brisegnoa J.Rémy; Gay, Fl. Chil. 5: 291 (1849)
2. Tetrarhaphis Miers; Trans. Linn. Soc. 21: I 43 (t. 17) (1853)